# Беатриса
Беатри́са (від лат. Beatrix через фр. Béatrice) — жіноче ім'я латинського походження, уживане у католицьких та протестантських країнах. У православній традиції не є канонічним. Походить, ймовірне, від пізньолатинського Viatrix — жіночої форми імені Viator («мандрівник»). Форму Beatrix пов'язують з впливом лат. beata («блаженна», «благословена»). Широко відома італійська форма імені — Беатрі́че (Beatrice).
Зменшувальні українські форми — Беата, Беатка, Бета.

## Іменини
- За католицьким календарем — 18 січня (Беатриса д'Есте молодша), 13 лютого (Беатриса д'Орнасьє), 10 травня (Беатриса д'Есте старша), 29 липня (мучениця Беатриса), 17 серпня (Беатриса да Сільва Менезес).

## Особи

### Святі
- Мучениця Беатриса (IV ст.)
- Блаженна Беатриса Назаретська (1200—1268)
- Беатриса д'Орнасьє (бл.1240-бл.1306/9)
- Беатриса да Сільва Менезес (1424—1492)
- Блаженна Беатриса д'Есте старша (1192—1226)
- Блаженна Беатриса д'Есте молодша (1226?-1262)

### Беатриса Арагонська
- Беатриса Арагонська (1457 — 1508) — королева-консорт при Матвії I Корвіні, королі Угорщини та Владиславі II, королі Угорщини і Богемії.

### Беатриса Кастильська
- Беатриса Кастильська — королева Португалії (1253—1303).
- Беатриса Кастильська — королева Португалії (1325—1359).

### Беатриса Португальська
Беатри́са Португа́льська, або Беатрі́ш Португа́льська (порт. Beatriz de Portugal)
- Беатриса Португальська — королева Португалії (1383) і Кастилії (1383—1390)
- Беатриса (герцогиня Візеуська)
- Беатриса Португальська — герцогиня Савойська
- Беатриса (графиня Альбуркеркська)
- Беатриса (графиня Арундельська)
- Беатриса Португальська — інфанта (1530).

### Інші
- Беатриса (графиня Арундельська)
- Беатріче Портінарі (1265/1266-1290) — улюблена і муза Данте Аліг'єрі
- Беатриса Португальська (1504—1538) — португальська інфанта
- Беатриса — герцогиня Візеуська (1447—1496).
- Беатриса Барська — маркграфиня Тосканська, дочка герцога Лотаринзького Фрідріха II і Матільди Швабськоі
- Беатріс Поттер (1866—1943) — англійська дитяча письменниця
- Беатрис Артур (1922—2009) — американська акторка
- Беатрікс (нар. 1938) — королева Нідерландів у 1980—2013 рр.
- Беатріче Лоренцін (нар. 1971) — італійська політична діячка

### Вигадані персонажі
- Беатріче — персонаж комедії В. Шекспіра «Багато галасу з нічого»